# Hipposideros muscinus
Hipposideros muscinus là một loài động vật có vú trong họ Dơi nếp mũi, bộ Dơi. Loài này được Thomas & Doria mô tả năm 1886.